# سنكروترون التدرج المتناوب

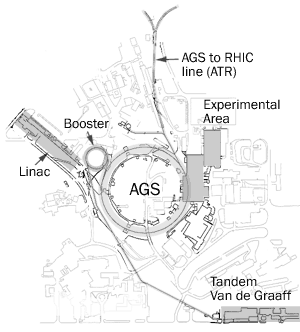
موقع سنكروترون التدرج المتناوب في مختبر بروكهافن الوطني.

إن سنكروترون التدرج المتناوب ( AGS ) Alternating Gradient Synchrotron هو مسرع جسيمات يقع في مختبر بروكهافن الوطني في لونغ آيلاند ، نيويورك ، الولايات المتحدة.
تم بناء السنكروترون المتدرج على المفهوم المبتكر التدرج المتناوب ، أو مبدأ التركيز القوي ، الذي طوره علماء الفيزياء في مختبر بروكهافن . سمح هذا المفهوم الجديد في تصميم المسرع للعلماء بتسريع البروتونات إلى طاقات لم تكن في السابق قابلة للتحقيق. أصبح سنكروترون متناوب التدرج AGS المسرع الأول في العالم عندما وصل إلى طاقته التصميمية البالغة 33 مليار إلكترون فولت (GeV) في 29 يوليو 1960.
حتى عام 1968 كان السنكروترون المتدرج المتناوب أعلى مسرع للطاقة في العالم ، أعلى بقليل من 28 GeV الشقيقة سنكروترون البروتون في CERN ، المختبر الأوروبي لفيزياء الطاقة العالية. في حين أن مسرعات القرن الحادي والعشرين يمكن أن تصل إلى طاقات في منطقة تريليون إلكترون فولت ، حصل سنكروترون التدرج المتناوب على ثلاث جوائز نوبل للباحثين ويعمل اليوم كحاقن لمصادم بروكهافن النسبي الأيوني الثقيل . لا يزال مسرع البروتون عالي الطاقة الأعلى كثافة في العالم.
معزز سينكروترون AGS ، الذي تم إنشاؤه في عام 1991 ، من قدرات السنكروترون المتدرج المتناوب ، مما يمكّنه من تسريع حزم البروتونات الأكثر كثافة والأيونات الثقيلة مثل الذهب . ويوفر مسرع الجسيمات الخطي بروكهافن (LINAC) البروتونات لطاقة 200 مليون إلكترون فولت (MeV) إلى المعزز AGS Booster ، ويوفر مصدر شعاع الإلكترون (EBIS) ومسرعات فان دي جراف المتناوب أيونات أخرى إلى معزز السنكروترون AGS Booster. يقوم AGS Booster بعد ذلك بتسريع هذه الجسيمات للحقن في سيكنوترون المتدرج المتناوب AGS. يوفر " إيه جي إس بوستر " أيضًا حزمًا من الجسيمات إلى مختبر الإشعاع الفضائي التابع لناسا .

## أهمية تركيز المتدرج المتناوب
"أصبح من الواضح بشكل متزايد أنه إذا تم إحراز مزيد من التقدم في الفيزياء النووية عالية الطاقة من خلال التجارب التي تستخدم جسيمات متسارعة صناعياً ، فلا بد من إيجاد مبدأ جديد من شأنه أن يقلل التكلفة لكل جيجا إلكترون فولت . لقد كان من حسن حظ مركز سيرن الأوروبي أنه في الوقت الذي كان يتم فيه اعتبار آلة أوروبية تم اكتشاف هذا المبدأ الجديد. كانت المشكلة بسيطة بما فيه الكفاية. يمكن بناء آلة أرخص إذا كان من الممكن تقليل اتساع التذبذبات الحرة والقسرية للجسيمات المتسارعة بطريقة ما بحيث يمكن تقليل حجم غرفة التفريغ والمقطع العرضي للحلقة المغناطيسية. إن أبسط طريقة لتقليل سعة التذبذبات الحرة هي زيادة التردد عن طريق زيادة قوة الاستعادة، وعلى الرغم من سهولة تحقيق ذلك في الاتجاه الرأسي عن طريق زيادة تدرج المجال المغناطيسي، فإن شرط الاستقرار الأفقي يتم انتهاكه إذا تجاوز عدد n وحدة.
المبدأ الجديد الذي اكتشفه "كريستوفيلوس "،و "كورانت " ،و "ليفينجستون" ، و"سنيدير" يزيد من وتيرة اهتزازات البيتاترون عن طريق تبديل إشارة التدرج اللوني للمجال المغناطيسي. لم يعد هيكل المغناطيس متجانسًا حول الحلقة بتدرج ثابت ولكنه مقسم إلى قطاعات يكون تدرجها بدلاً من ذلك موجبًا وسالبًا".}}

## جوائز نوبل
أدى العمل المنجز في المسرّع إلى الحصول على ثلاث جوائز نوبل في الفيزياء :
- 1962: اكتشف ليون ليدرمان وميلفن شوارتز وجاك شتاينبرجر نيوترينو الميون .
- 1976: اكتشف Samuel CC Ting الجزء J <J / ψ والكوارك الساحر .
- 1980: اكتشف James Cronin وVal Fitch انتهاك CP من خلال تجربة Kaons .

## أنظر أيضا
- التركيز القوي (المعروف أيضًا باسم التركيز المتدرج المتناوب - وهي فكرة رائدة في هذا المسرع)

## اقرأ أيضا
- مختبر بروكهافن الوطني
- مصدر ضوء السنكروترون الوطني
- مصدر ضوء السنكروترون الوطني II

## روابط خارجية
- مختبر بروكهافن الوطني: صفحة ويب متدرجة السنكروترون بالتناوب

1. ↑  Adams, J. B. (1955). "The Alternating Gradient Proton Synchrotron" (PDF). Nuovo Cimento: 355–374, N. 1 del Supplemento al Vol. 2, Serie X, del Nuovo Cimento{{استشهاد بدورية محكمة}}:  صيانة الاستشهاد: postscript (link) (quote from p. 359)